# Tenuiphantes floriana
Tenuiphantes floriana là một loài nhện trong họ Linyphiidae.
Loài này thuộc chi Tenuiphantes. Tenuiphantes floriana được miêu tả năm 1977 bởi van Helsdingen.